# NBCSN
NBCSN（エヌビーシーエスエヌ）は、アメリカ合衆国NBCスポーツのスポーツ専門チャンネル。

## 概要
NBCSNは1995年、OLN（アウトドア・ライフ・ネットワーク）として開局。2006年にVersus（ヴァーサス）にチャンネル名を変え、コムキャストがNBC傘下に入ると2012年、NBC Sports Network（NBCスポーツ・ネットワーク）に改称された。ブランド名は後にNBCSNに短縮された。
NBCSNはオリンピックやツール・ド・フランス、NHL、プレミアリーグ、インディカー・シリーズなどの中継の放映権を持っている。
2015年時点で約8150万世帯が視聴可能である。
また、NBCSNでは加入者限定でLiveExtraも提供していた。
しかし2021年末で閉局。以降はCNBC、USAネットワークなどの他、Peacockで配信されている。